# Журавское сельское поселение (Белгородская область)
Жура́вское се́льское поселе́ние — муниципальное образование в составе Прохоровского района Белгородской области России. В состав сельского поселения входят 10 населенных пунктов: села — Журавка-Первая, Журавка-Вторая, Сеймица, хутора — Григорьевка, Думное, Химичево, Скоровка, Перелески, Верхняя Гусынька, Ельниково.
Административный центр — село Журавка-Первая. Расстояние до райцентра 17 км. Основное население русские и украинцы.
Площадь, занимаемая сельским поселением, составляет 7419 га, из которых под сельскохозяйственные земли отведено 5820,2 га, населенные пункты — 1562,4 га, пастбища 663 га.

## История
Журавское сельское поселение образовано 20 декабря 2004 года в соответствии с Законом Белгородской области № 159.

## Население
| 2010  | 2011  | 2012  | 2013  | 2014  | 2015  | 2016  | 2017  | 2018  |
| ----- | ----- | ----- | ----- | ----- | ----- | ----- | ----- | ----- |
| 1284  | ↘1274 | ↗1284 | ↘1278 | ↘1245 | ↘1235 | ↘1220 | ↘1216 | ↘1200 |
| 2019  | 2020  | 2021  |       |       |       |       |       |       |
| ↘1187 | ↗1211 | ↘1155 |       |       |       |       |       |       |

## Состав сельского поселения
| № | Населённый пункт | Тип населённого пункта       | Население |
| - | ---------------- | ---------------------------- | --------- |
| 1 | Верхняя Гусынка  | хутор                        | ↗154      |
| 2 | Григорьевка      | хутор                        | ↗38       |
| 3 | Думное           | хутор                        | ↗20       |
| 4 | Журавка-Вторая   | село                         | ↘133      |
| 5 | Журавка-Первая   | село, административный центр | ↗608      |
| 6 | Перелески        | хутор                        | ↗70       |
| 7 | Сеймица          | село                         | ↘210      |
| 8 | Скоровка         | хутор                        | ↘44       |
| 9 | Химичев          | хутор                        | ↘7        |